# Tschapajew-Bataillon

Flagge der Interbrigaden

Das Tschapajew-Bataillon (spanisch Chapáyev-, englisch Chapayev-Battalion) war ein multinationales Bataillon der Internationalen Brigaden im Spanischen Bürgerkrieg.
Es wurde nach dem russischen Bürgerkriegshelden Tschapajew benannt. Das Tschapajew-Bataillon wird auch als das 21-Nationen-Bataillon bezeichnet. Das Bataillon bestand bis zur offiziellen Auflösung im 5. August 1937 aus Brigadisten, die aus 21 Nationen stammten, von denen die Mehrheit aus Deutschland, Österreich, der Schweiz, Luxemburg, aus Ländern der früheren Donau-Monarchie sowie aus Polen stammten.
Die Aufstellung des Tschapajew-Bataillons erfolgte am 1. Dezember 1936 in Albacete, dem zentralen Stützpunkt und Ausbildungslager der Internationalen Brigaden. Das Bataillon wurde Teil der XIII. Internationalen Brigade mit dem Louise-Michel-Bataillon, dem Henri-Vuillemin-Bataillon, dem spanischen Juan-Marco-Bataillon, einer internationalen Artilleriegruppe sowie einer Panzerformation. Kommandeur im Rang eines Majors war der Schweizer Otto Brunner, Adjutant des Bataillons war Alwin Günther (Pseudonym Julius Lackner) und Kriegskommissar war Edwald Munschke. Das Bataillon erlitt bei Kämpfen um Teruel im Dezember 1937 Verluste von ca. 50 %. Des Weiteren erlitt das Tschapajew-Bataillon nach Kämpfen in Südspanien bei der Schlacht von Brunete im Juli 1937 Verluste von ca. 75 %, worauf das Tschapajew-Bataillon mit der XIII. Internationalen Brigade aufhörte zu existieren. Die verbliebenen Brigadisten wurden größtenteils der XI. Internationalen Brigade oder dem Dąbrowski-Bataillon zugeteilt.

## Geschichte
Die Aufstellung des Tschapajew-Bataillons erfolgte am 18. November 1936 in Albacete, dem zentralen Stützpunkt und dem Ausbildungslager der Internationalen Brigaden. Das Bataillon erhielt die Nummer No 8.
Die internationalen Freiwilligen wurden nach der militärischen Ausbildung bevorzugt Bataillonen mit gleicher Sprache zugewiesen. Das Tschapajew-Bataillon bestand allerdings aus einundzwanzig Sprachgruppen. Die Eingruppierung der Brigadisten in das Tschapajew-Bataillon erfolgte derart, dass nach Möglichkeit kein Brigadist mit mehr als einer zusätzlichen Sprache fertig werden musste. Als Übersetzer zwischen den Gruppierungen wurden sprachgewandte Brigadisten bestimmt. Einer dieser Übersetzer war der rumänische Student Sigmond Leibowitsch, der ein halbes Dutzend Sprachen mehr oder weniger gut beherrschte. Die Kommandosprache wurde, entsprechend den stärksten Sprachgruppen des Bataillons, mit Deutsch und Polnisch festgelegt.
Laut einer Liste dienten im Tschapajew-Bataillon 201 Industriearbeiter, 68 Landarbeiter, 36 Seeleute, 13 Bauern, 25 Angestellte, 7 Beamte, 7 Handwerker und 8 Intellektuelle. Das Tschapajew-Bataillon unterstand dem Oberbefehl der XIII. Internationalen Brigade. Stabschef der XIII. Internationalen Brigade wurde Albert Schreiner (Pseudonym Albert Schindler). Der Kommandeur der XIII. Internationalen Brigade wurde Wilhelm Zaisser, besser bekannt als General Gomez. Stellvertretender Kommandeur des Bataillons wurde der polnische Hauptmann Stasiakowski.
Bei der Formierung hatte die XIII. Internationale Brigade die folgende Gliederung:
1. Louise-Michel-Bataillon (französisch)
2. Tschapajew-Bataillon (vornehmlich deutsch und polnisch)
3. Henri-Vuillemin-Bataillon (französisch)
4. Juan-Marco-Bataillon (spanisch)

### Levante
Direkt nach der Formierung des Bataillons erhielt es den Marschbefehl zur Küstensicherung in die Levante. Das Bataillon reiste per Eisenbahn von Albacete nach Valencia. Der Grund für den Marschbefehl zur Küstensicherung war, dass größere Truppentransporte von Italien aus nach Spanien durchgeführt wurden, so dass die Gefahr einer Landeoperation von italienischen Schwarzhemden-Divisionen an der Mittelmeerküste zwischen Castellón de la Plana und der Ebromündung bestand. Nach einer Woche der Stationierung in der Kaserne des XIV. Marine-Infanterieregimentes in der Nähe von Valencia teilte der Stabschef Albert Schreiner den Brigadisten des Tschapajew-Bataillons mit, dass die XIII. Internationale Brigade mit dem Louise-Michel-Bataillon, dem Henri-Vuillemin-Bataillon, dem spanischen Juan-Marco-Bataillon und einer internationalen Artilleriegruppe durch eine Panzerformation verstärkt wird und das Bataillon den Auftrag erhalten hatte, die Panzerformation, die auf einem Güterzug an der Bahnstrecke von Valencia nach Castellón de la Plana verladen war, zu bewachen. Bereits nach einer Woche der Bewachung der Panzerformation wurde das Tschapajew-Bataillon durch das Henri-Vuillemin-Bataillon abgelöst. Am nächsten Tag erhielt die XIII. Internationale Brigade mit dem Tschapajew-Bataillon im Dezember 1936 den Abmarschbefehl zur Teruelfront.

### Entlastungsoffensive von Teruel
Im Rahmen der Kämpfe um Madrid beschloss die republikanische Regierung eine Entlastungoffensive bei Teruel. Ziel dieser Entlastungoffensive war die Eroberung von Teruel über das Tal des Flusses Alfambra. Gehalten wurde der Frontabschnitt, einige Kilometer vor Teruel, durch die anarchistischen Kolonne Ledesma, die von Pancho Villahermosa befehligt wurde. Kennzeichen dieses Frontabschnittes war, dass er noch nicht militarisiert war und zudem die Front bei Villalba Bajader sich seit fünf Monaten nicht verändert hatte.
Am 26. Dezember 1936, kurz nach Ankunft des Tschapajew-Bataillons im Tal des Flusses Alfambra, erhielt die XIII. Internationale Brigade mit der Panzerformation sowie der Kolonne Ledesma den Befehl zum Angriff auf die Bahnlinie von Teruel nach Caminreal über Concud. Das Bataillon erhielt den Befehl, in den Morgenstunden des 27. Dezember 1936 über den Monte Viego und den Monte Saliga auf die Bahnstrecke zwischen Teruel und Concud vorzurücken. Nach der Eroberung des Monte Viego rückte das Bataillon bis zur Hauptstraße nach Teruel vor, die schnurgerade in die Stadt führte. Gegen Mittag gelang es Einheiten des Tschapajew-Bataillons unter anderem, den Friedhof von Teruel einzunehmen. Aufgrund des nächtlichen Artilleriebeschusses zog sich das Tschapajew-Bataillon in eine Auffangstellung im Bereich der Hauptstraße zurück. Bei diesen Kämpfen verstarb unter anderem der Kompanieführer der ersten Kompanie Casimir, worauf Gustel die Leitung der ersten Kompanie übernahm. Am nächsten Morgen erfolgte ein erneuter Angriff auf Teruel, der mit Panzern vorgetragen wurde, der aber gleichwohl von den faschistischen Truppen abgewiesen werden konnte. Wegen des Scheiterns des Angriffes wurde der stellvertretende Kommandeur des Tschapajew-Bataillons, der polnische Hauptmann Stasiakowski, seines Kommandos enthoben und des Verrates angeklagt. Aufgrund der akuten Flankenbedrohung durch eine faschistische Stellung auf dem Monte Cementerio versuchten die republikanischen Einheiten über mehrere Tage vergeblich, das Plateau zu erobern. Selbst mit der Unterstützung des Henri-Vuillemin-Bataillons und des Louise-Michel-Bataillons gelang es dem Tschapajew-Bataillon nicht, die Stellungen auf dem Monte Cementerio einzunehmen. Bei der Verlegung der XIII. Internationalen Brigade an die Mittelmeerküste sollten die Stellungen der Brigade von der Kolonne Ledesma besetzt werden, die sich aber weigerte diese Stellungen zu übernehmen. Die Kolonne zog es vor, Stellungen zu beziehen, die besser zu verteidigen waren. Somit wurde ein Geländegewinn von fünf Kilometern preisgegeben.

### Kämpfe um die Küstenstraße am Golf von Almería
Ende Januar 1937 erreichte das Bataillon die Nachricht, dass italienische Truppen in dem bereits von den Nationalisten gehaltenen Cádiz anlandeten und von Westen her kommend auf Málaga vorrückten. Aus diesem Grund erhielt das Bataillon am 27. Januar 1937 den Abmarschbefehl zur Málagafront. Das Bataillon fuhr mit Lastwagen von Tortajado nach Requena. Dort wurde das Bataillon aufgestockt, da während der vierwöchigen Kämpfe um Teruel die Verluste des Bataillons 250 bis 300 Brigadisten betrugen, wobei die erste Kompanie des Tschapajew-Bataillons am schwersten betroffen war. Von deren 120 Brigadisten waren nur noch 37 einsatzfähig. Nach der Aufstockung in Requena bestand das Bataillon zur Mehrheit aus Brigadisten ohne Kampferfahrung. Des Weiteren erfolgte die Eingruppierung des spanischen Otumba-Bataillons in die XIII. Internationale Brigade.
Nach der Neugruppierung hatte die XIII. Internationale Brigade die folgende Gliederung:
- Tschapajew-Bataillon (vornehmlich deutsch und polnisch)
- Henri-Vuillemin-Bataillon (französisch)
- Juan-Marco-Bataillon (spanisch)
- Otumba-Bataillons (spanisch)

Nach der Weiterfahrt von Requena über Alicante, Murcia und Huércal-Overa erreichte das Bataillon in der Nacht den Golf von Almería. Weiter ging es zur Malagafront über die Küstenstraße nach Motril. Auf halber Strecke von Alermia nach Motril, in Adra, beschloss der Bataillonsstab, zur Sicherung der Küstenstraße die Anhöhen von Adra zu besetzen. Anschließend erfuhr das Bataillon aber, dass Albuñol durch die spanische VI. Brigade gehalten wurde, so dass die Bataillonsleitung sich dazu entschloss, in den Morgenstunden über die Küstenstraße weiter vorzustoßen. Aufgrund der Zerstörung der Flussbrücke von La Rábita bestand für das Bataillon aber keine Möglichkeit mehr, per Lastwagen weiter vorzustoßen, so dass das Bataillon gezwungen war weiter zu Fuß vorzurücken. Nach der Besetzung eines strategischen Höhenzuges vor La Rábita, der die ganze Küstenstraße bis Castell de Ferro beherrschte, erfuhr die Bataillonsleitung durch nächtliche Patrouillen, dass die Ortschaft Castell de Ferro sowie die Höhenzuge entlang der Küstenstraße gleichfalls noch nicht von den faschistischen Truppen besetzt waren, worauf das Bataillon den Ort Castell de Ferro am nächsten Tag besetzte. Zur Sicherung der Küstenstraße wurde eine Riegelstellung vor Castell de Ferro an der Straße nach Motril errichtet. Verstärkt wurde die Riegelstellung der XIII. Internationale Brigade durch zweihundert Spanier, so durch eine Marineeinheit, die mit einem Schiffsgeschütz anrückte sowie asturische Dynamiteros. Nach der Abwehr eines italienischen Panzerspähtrupps beschloss die Bataillonsleitung einen Angriff auf Calahonda. Durch das überraschende Vorrücken des Bataillons gelang es, ohne eigene Verluste die Ortschaft Calahonda zu erobern. Am späten Nachmittag des gleichen Tages versuchten die Italiener ihrerseits, die Ortschaft zurückzuerobern. Nach dem gescheiterten Angriff der italienischen Schwarzhemden stabilisierte sich die Front in diesem Bereich, so dass das Bataillon nach einer Woche im März 1939 den Abmarschbefehl erhielt.

### Kämpfe in der Sierra Nevada
Der Bataillonskommissar Ewald teilte der ersten Kompanie des Tschapajew-Bataillons mit, dass die Stellungen an der Küstenstraße von der Kolonne Romero übernommen werden sollten und dass das Bataillon in Albuñol wieder zusammengeführt werden sollte. Nach der Zusammenführung des Bataillons in Albuñol fuhr das Bataillon per Lastwagen über die Straße nach Órgiva nach Juviles de Alpujarras.

Gesamtansicht von Trevélez

 In diesem Bereich der Front sollte durch eine Entlastungsoffensive im Trevéleztal einer versprengten Einheit von 800 Milizionären aus Málaga die Möglichkeit eröffnet werden, durch die feindlichen Linien zu gelangen. Das Bataillon rückte noch am Tag der Ankunft in Juviles de Alpujarras mit dem Lenin-Bataillon über einen Gebirgspfad auf die Ortschaft Trevélez vor. Nach einer kurzen Nachtruhe begann die Offensive im Trevéleztal. Das Bataillon rückte auf die Ortschaft Trevéles vor, das von marokkanischen Truppen gehalten wurde, und eroberte nach einem kurzen Gefecht die Ortschaft. Nach der Einnahme der Ortschaft marschierte das Bataillon talabwärts, wo es sich mit dem spanischen Bataillon Lenin und dem spanischen Otumba-Bataillon der XIII. Internationalen Brigade vereinigte. Gegen Abend erhielt das Bataillon den Auftrag, mit dem Henri-Vuillemin-Bataillon über die Höhenzüge bei Pórtugos nach Capilerilla vorzurücken. Das Bataillon erreichte über Höhenpfade das Tal von Pórtugos Capilerilla und eroberte die Ortschaft. Im Rahmen der Offensive gelang es den spanischen und den internationalen Bataillonen an diesem Tag neben der Ortschaft Capilerilla auch die Ortschaften Pitres, Busquístar, Ferreirola und Mecina-Fondales einzunehmen. Nach der Stabilisierung des Frontverlaufes im Bereich von Pórtugos und der Befestigung von Höhenstellungen in der Sierra Nevada sowie im Trevéleztal gelang es den eingeschlossenen 800 Milizionären aus Málaga bei Nacht, während eines Schneesturms, im Bereich des Lenin-Bataillons der Einkesselung zu entgehen. Nach der geglückten Befreiung der Milizionäre aus Málaga erhielt das Tschapajew-Bataillon am 27. März 1937 den Ablösebefehl.

### Provinz Córdoba
Bei dem Rückmarsch des Bataillons von der Front in der Sierra Nevada stellte die Bataillonsleitung fest, dass das Tschapajew-Bataillon durch zweihundert Spanier auf fast achthundert Brigadisten angewachsen war. Vor der Abfahrt des Bataillons erging aus diesem Grund der Befehl, dass sämtliche Spanier, die sich dem Bataillon angeschlossen hatten, zurückbleiben müssten. Nach der Abfahrt des Bataillons in der Nacht erreichte das Bataillon am nächsten Morgen Bailén in der Provinz Córdoba und gegen Abend die Bahnlinie die von Córdoba über Almorchón nach Portugal führte, so dass das Bataillon am 1. April 1937 seine Ausgangsstellung in der Region Los Pedroches erreichte.
Zu Beginn der Offensive, am 4. April 1937, rückte das Tschapajew-Bataillon in Begleitung eines gepanzerten Zuges über die Bahnlinie auf Valsequillo vor und eroberte den Bahnhof von Valsequillo. Des Weiteren gelang es dem Bataillon am gleichen Tag noch die Ortschaft La Granjuela einzunehmen. Zudem sicherte das Bataillon die Straße nach Fuente Ovejuna durch eine Riegelstellung ab. Bei weiteren Vorstößen gelang es dem Bataillon, einen deutschen Krupp-Panzer (Typ 110) zu erobern. Es stellte sich heraus, dass eines der Besatzungsmitglieder deutscher Angehöriger der Legion Condor war und zur Panzerbrigade Dohne aus Dallgow-Döberitz bei Berlin, gehörte. Bei einem Angriff der Legion Condor war die halbe Ortschaft Fuente Ovejuna von Junkersbombern in Schutt und Asche gelegt worden.
Bis zum 6. April 1937 versuchte die XIII. Internationale Brigade Cerro Mulva, eine Schlüsselposition der Nationalisten, einzunehmen. Während der Offensive eroberte die XIII. Internationalen Brigade mit der 86.ª Brigade sowie weiteren spanischen Einheiten, neben den Ortschaften Valsequillo und La Granjuela, auch noch die Ortschaften Los Blázquez, Esparragossa, Prados, Cuenca und Granja. Den republikanischen Einheiten gelang es innerhalb einiger Tage mit den spanischen Einheiten ein Gebiet von fast einhundert Quadratkilometern zu erobern, so dass die Frontlinie bis vor die Berge von Peñarroya und Fuente Ovejuna vorgeschoben werden konnte.
Das Bataillon bezog Stellung im Bereich von La Granjuela bis nach Fuente Ovejuna und das Henri-Vuillemin-Bataillon Stellung auf dem rechten Flügel des Bataillons bei Los Blázquez. Nach 5 Monaten erhielt die XIII. Internationale Brigade die Nachricht, dass die Brigade abgezogen werden sollte. Aus diesem Grund entschloss sich die Bataillonsleitung des Tschapajew-Bataillons, den Frontverlauf durch einen Angriff im Bereich eines Bergkegels beim Cerro de Mulva, der von marokkanische Kolonialtruppen verteidigt wurde, zu begradigen. Nach der erfolgreichen Eroberung des Bergkegels erhielt das Tschapajew-Bataillon den Abzugsbefehl von der Südfront zur Zentrumsfront. Die Verlegung des Bataillons erfolgte über Valdepeñas nach Alcobendas bei Madrid. Des Weiteren erfolgte die Aufstockung des Bataillons durch eine Ersatzkompanie.

### Schlacht von Brunete

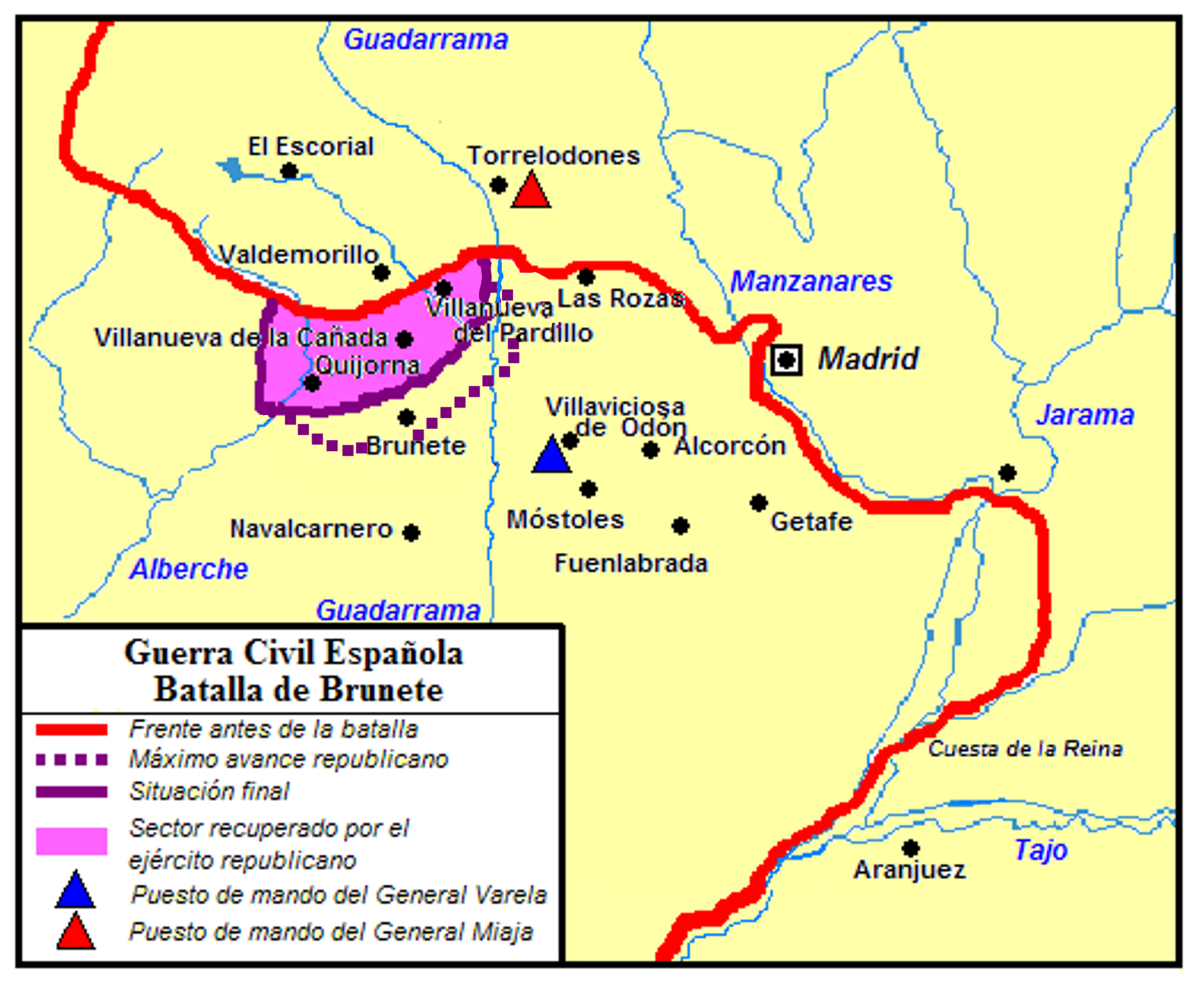
Karte der Schlacht von Brunete

Ab dem 6. Juli 1937 kämpfte das Tschapajew-Bataillon mit dem Henri-Vuillemin-Bataillon, dem Juan-Marco-Bataillon und dem Otumba-Bataillon in der Schlacht von Brunete. Über die Königsstraße von Madrid nach Escorial erreichten die XIII. Internationale Brigade sowie die XI. und die XV. Internationale Brigade mit den V. und XVIII. spanischen Armeekorps ihre Ausgangsstellung. Zu Beginn der Schlacht, in den Morgenstunden, bezog das Tschapajew-Bataillon eine Stellung in den südlichen Schluchten des Rio Aulencia. Erst gegen 10 Uhr erhielt das Bataillon die Anweisung, in die Ausgangsstellung der XXXIV. Spanischen Division vor Villanueva de la Cañada einzurücken. Das Bataillon marschierte über schmale Bergpfade und bezog gegen 12 Uhr seine zugewiesene Ausgangsstellung an der Straße von Escorial nach Navalcarnero. Nach dem Scheitern des Angriffes der XVIII. Cuerpo de Ejército, die von Enrique Jurado Barrio befehligt wurde, rückte das Tschapajew-Bataillon mit dem Henri-Vuillemin-Bataillon links der Straße von Valdemorillo auf Villanueva de la Cañada vor und die beiden spanischen Bataillone der XIII. Internationalen Brigade links der Straße. Das Tschapajew-Bataillon kam 300 bis 400 Meter an die nationalistischen Stellungen heran, worauf der Angriff ins Stocken geriet. Dem spanischen Bataillon Juan-Marco-Bataillon der XIII. Internationalen Brigaden gelang es aber dennoch, in die nationalistischen Stellungen einzubrechen. Durch den Angriff des Tschapajew-Bataillons auf den Friedhof sowie durch den Angriff der XV. Internationalen Brigade gelang es den Internationalen Bataillonen, die Ortschaft Villanueva de la Cañada einzunehmen.
Nach der Einnahme von Villanueva de la Cañada durch die XIII. und XV. Internationalen Brigaden kampierten die Brigadisten in Villanueva de la Cañada, was den Faschisten die Möglichkeit gab, die Anhöhen von Villanueva de la Cañada zu befestigen. Nach dem Scheitern der Republikanischen Offensive bereitete sich die XIII. Internationale Brigade auf den erwarteten Gegenangriff der Nationalisten vor. Nach fünf Tagen begannen die Truppen Francos die Linien vor Villanueva de la Cañadader mit Artillerie zu beschießen.
Aufgrund des massiven Beschusses über mehrere Tage existierte das Tschapajew-Bataillon ab dem 23. Juli 1937 nur noch auf dem Papier. Die Verluste des Bataillons waren so groß, dass das Bataillon nur noch die Stärke einer Kompanie hatte. Insgesamt betrugen die Verluste der XIII. Internationalen Brigaden zwei Drittel des Mannschaftsbestandes. Unter anderem fielen auch der Brigadekommissar und drei Bataillonskommissare der XIII. Internationalen Brigade. Zudem fielen noch ein Dutzend Kompanieführer und mehrere Kommissare. Im Zuge der Neuformierung der XIII. Internationalen Brigade erfolgte unter anderem die Eingruppierung der polnischen Brigadisten des Tschapajew-Bataillons in das Dąbrowski-Bataillon.

### Umorganisierung der Internationalen Brigaden
Nach der Schlacht von Brunete erfolgte eine Neuformierung der XIII. Internationalen Brigade, der 129. Internationalen Brigade und der 150. Internationalen Brigade. Im Rahmen dieser Neuorganisation wurde das Tschapajew-Bataillon der 129. Internationalen Brigade zugeteilt.

### Auflösung des Bataillons
Alfred Kantorowicz erwähnt, dass das Tschapajew-Bataillon im August 1937 aufgelöst wurde. Diese Angabe steht im Widerspruch zu einer Auflistung der Internationalen Brigaden aus dem Jahre 1938. In dieser Auflistung bildet das Tschapajew-Bataillon mit dem Dąbrowski-Bataillon, dem Mickiewicz-Bataillon und dem Rákosi-Bataillon die XIII. Internationalen Brigade.
Überraschenderweise erwähnt Hanns Maaßen in seinem Buch „Die Söhne des Tschapajew“ den letzten Befehl für das Tschapajew-Bataillon ohne Jahresangabe:

„… im Lehnstuhl liegend, Kameraden, ziehen an mir die Bilder der vergangen Kämpfe, Siege und Entbehrungen unseres Sturmbataillons vorüber. Es war ein harter Krieg, den wir in den vergangenen Monaten an allen Fronten Spaniens bis zur physischen Erschöpfung führten. Aber niemand von euch murrte, als es nach fast sieben Monaten ununterbrochenen, schweren und opferreichen Kämpfen, den militärischen Notwendigkeiten entsprechend abermals zu neuem Einsatz ging: an die Front von Madrid. Ihr habt Euch glänzend geschlagen! Euch allen lässt der General-Oberkommandierende der Zentrumsfront sagen, dass unser Bataillon stets seine Pflicht erfüllt hat und heroisch kämpfte. Vor Euch allen steht jetzt die große Aufgabe, den Geist unseres Sturmbataillons in die neuen Einheiten, denen Ihr nunmehr eingegliedert werdet, mit hinüberzunehmen, in deren Reihen Ihr in Zukunft ebenso tapfer als gute Antifaschisten kämpfen werdet wie in unserem Tschapajew-Bataillon.
Euer Kommandeur
Militärhospital Nr.1/Madrid, am 11. August 19..“

## Angehörige
- Wilhelm Zaisser
- Hanns Maaßen
- Alfred Kantorowicz
- Josef Martin Presterl
- Hans Marchwitza
- Alwin Günther
- Ernst Stauffer
- Ewald Munschke
- Werner Nef
- Franz Petuelli
- Rudolf Engel („Ludwig Franken“)
- August Levin
- Josef Willinger
- Josef Weiss
- Franz Obermann
- August Stöhr
- Josef Eisenbaue
- Birri
- Robert Aaquist
- Hauptmann Stasiakowski
- Kompanieführer der ersten Kompanie Casimir
- Kompanieführer der ersten Kompanie Gustel
- Kompanieredakteur Hans Schaul
- Kompanieausbilder Wilhelm Thews
- Ole Larsen (Norweger)
- Seres Miklos
- Björne Ericson
- Efe Brueger (Niederländer)